# 아리스토텔레스 광장

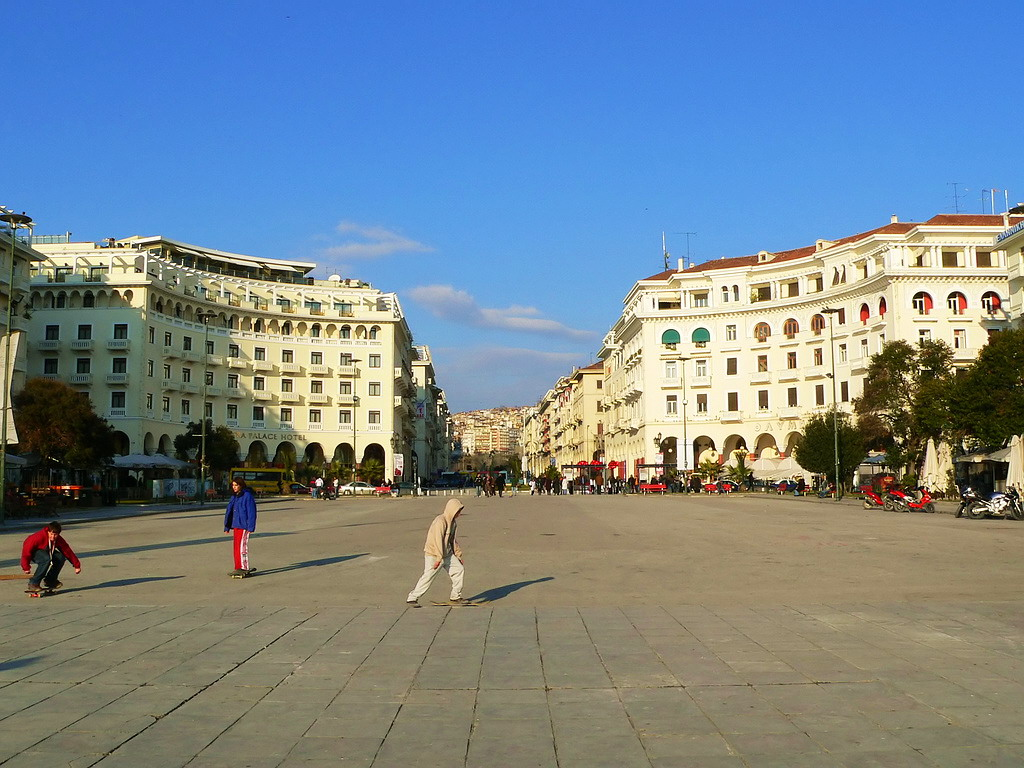
아리스토텔레스 광장

아리스토텔레스 광장(그리스어: Πλατεία Αριστοτέλους)은 그리스 테살로니키의 주요 광장이다. 도시 중심에 위치하고 있으며, 니키스 애비뉴에 있다. 1918년 프랑스의 건축가 에르네스 에브라르가 설계하였으나, 광장의 대부분은 1950년대에 지어졌다. 광장을 둘러싼 많은 건축물들은 개조되었으며, 북부는 주로 2,000년대에 복구되었다.